# Simon Kroon
Simon Robert Kroon (16 giugno 1993) è un ex calciatore svedese, di ruolo centrocampista.

## Biografia
È figlio di due ex atleti svedesi, Johnny Kroon e Annika Lorentzon.

## Carriera

### Club
Ha debuttato in Allsvenskan il 20 giugno 2011 nel match interno contro il Kalmar. Una settimana più tardi ha fatto il suo esordio da titolare sul campo del GAIS. Il primo anno ha collezionato 8 presenze, mentre nel campionato seguente ha collezionato solo un'apparizione.
Il 28 marzo 2013 ha firmato un contratto professionistico fino al termine della stagione 2015. Poche settimane dopo ha realizzato la sua prima rete in campionato in casa contro l'Öster. Durante il 2013 ha trovato maggiore spazio, nonostante sia partito dalla panchina nella maggior parte delle occasioni.
Il 21 dicembre 2015 il SønderjyskE, club danese, ha annunciato di aver ingaggiato il giocatore a parametro zero fino al 30 giugno 2018. A partire dal gennaio 2017 veste i colori del Midtjylland, altra squadra danese. Un anno dopo, tuttavia, è tornato temporaneamente in prestito al suo vecchio club danese del SønderjyskE.
Il 27 luglio 2018 è stato ufficializzato il suo ritorno in Svezia, dopo aver firmato un contratto da tre anni e mezzo con l'Östersund, squadra in cerca di rinforzi a seguito delle cessioni di alcuni importanti giocatori. Sul finire dell'Allsvenskan 2021 i rossoneri sono retrocessi, ma Kroon è rimasto in rosa nonostante la discesa di categoria. Al termine del campionato di Superettan 2024, terminato dall'Östersund al terzultimo posto con una salvezza ottenuta agli spareggi, Kroon ha annunciato il ritiro dal calcio giocato a causa della sclerosi multipla diagnosticatagli qualche anno prima, nel novembre 2020.

### Nazionale
Ha giocato nelle nazionali giovanili svedesi Under-19 ed Under-21.

## Palmarès

### Club

#### Competizioni nazionali
- Campionato svedese: 2

Malmö FF: 2013, 2014
- Supercoppa di Svezia: 2

Malmö FF: 2013, 2014